# Uppenbornwerke

Übersicht über die Anlagen

Uppenbornwerke bezeichnet drei Wasserkraftwerke zwischen Moosburg an der Isar und Landshut. Das stillgelegte alte Uppenbornwerk liegt an einem die Isarschleife bei Moosburg abschneidenden Werkkanal, die Werke Uppenborn 1 und Uppenborn 2 liegen am Mittlere-Isar-Kanal. Benannt sind sie nach Friedrich Uppenborn, der hier ein erstes größeres Kraftwerk zur Versorgung Münchens errichtete. Der Betreiber der Kraftwerke sind die Stadtwerke München.
Zu den Uppenbornwerken gehören der Moosburger und der Echinger Stausee, welche seit 1982 das Naturschutzgebiet Vogelfreistätte Mittlere Isarstauseen bilden.

## Geschichte der Anlagen

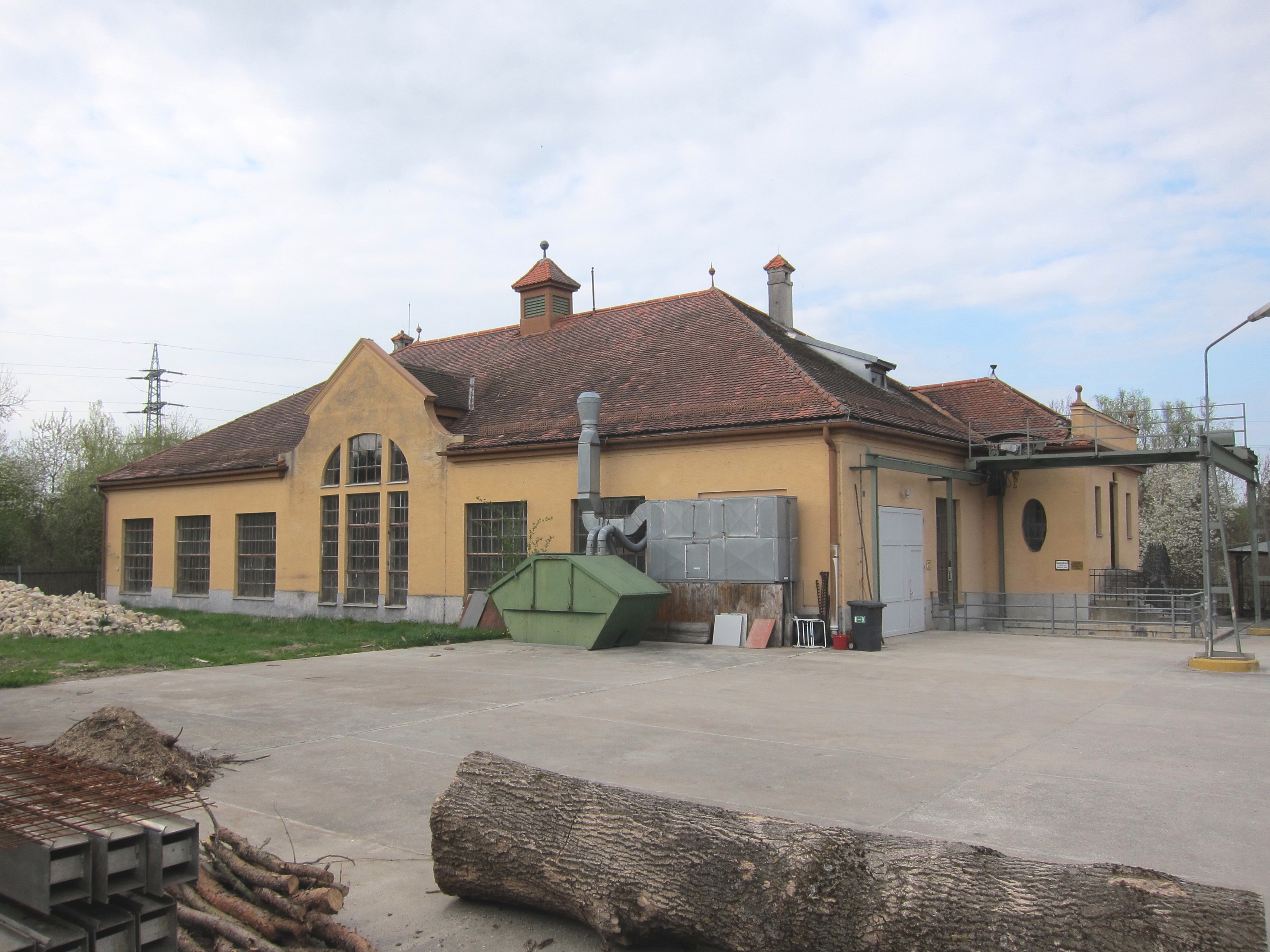
Altes Uppenbornwerk

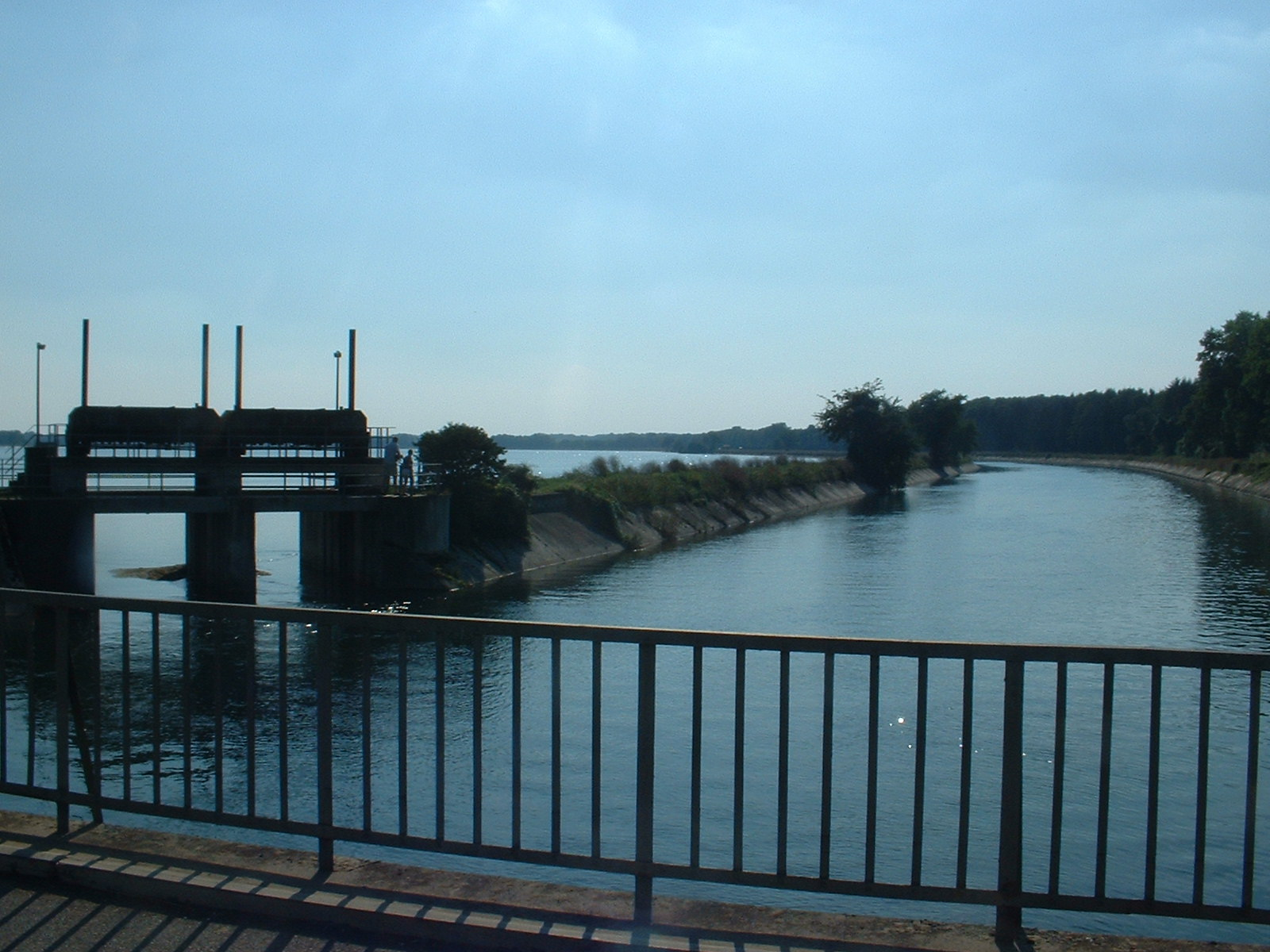
Auslaufwehr am Speichersee Moosburg

Das erste Kraftwerk am Standort wurde auf Friedrich Uppenborns Initiative zwischen 1903 und 1907 von den Städtischen Elektrizitätswerken München errichtet und am 6. Juli 1907 eröffnet – dreieinhalb Monate nach seinem Tod. Es nutzte die 9 m Höhenunterschied der Isarschleife bei Moosburg durch einen 4 km langen Kanal aus. Die Leistung dieses Kraftwerks betrug etwa 4,4 MW bei einem Wasserdurchfluss von 70 m³/s und erzielte eine Jahresproduktion von 27 Mio. kWh. Um diese für damalige Verhältnisse sehr große Leistung in das 52 km entfernte München zu übertragen, wurde die erste 50-kV-Hochspannungsleitung Deutschlands gebaut.
Nach dem Ersten Weltkrieg wurde, um auch das Wasser der Amper nutzen und die Turbinen besser auslasten zu können, ein Überleitungskanal von der Amper zur Isar südlich von Moosburg gebaut. Die Jahresproduktion stieg dadurch auf 34 Mio. kWh (34 GWh).
In den Jahren 1919 bis 1925 war der erste Abschnitt des Mittlere-Isar-Kanals gebaut worden, der das Wasser der Isar am Stauwehr Oberföhring in München zu einem großen Teil aufnahm, damit drei Kraftwerke betrieb und über den Sempt-Flutkanal südlich von Moosburg wieder in die Isar leitete und somit der weiteren Nutzung durch das alte Uppenbornwerk zuführte. Im zweiten Bauabschnitt des Mittlere-Isar-Kanals von 1926 bis 1929 wurde dieser verlängert, das Kraftwerk Pfrombach und der Moosburger Ausgleichsweiher gebaut, von dem aus das Wasser zunächst über einen kurzen Kanal am alten Kraftwerk Uppenborn vorbei in dessen Unterwasser geleitet wurde.
Die Stadtwerke München hatten währenddessen schon geplant, den Mittlere-Isar-Kanal zu verlängern, den von der Isar zum Oberwasser des alten Uppenbornwerks führenden Werkskanal als Isarüberleitung am Kraftwerk vorbei in den Mittlere-Isar-Kanal zu führen und dort zwei neue Kraftwerke – Uppenborn 1 und Uppenborn 2 – in zwei Bauabschnitten zu bauen. Da das Werk Uppenborn 1 als Spitzenlastkraftwerk eingesetzt werden sollte, war die Anlage des Echinger Stausees als weiteres Ausgleichsbecken notwendig, der damals im Gegensatz zu dem Moosburger (oberen) Ausgleichsweiher als unterer Ausgleichsweiher bezeichnet wurde. Im ersten Bauabschnitt sollte das Wasser am Ende des Echinger Stausees am Hofhamer Sperrwehr (48° 30′ 35,2″ N, 12° 4′ 34,5″ O) über eine Auslasswehr gleichmäßig wieder in die Isar zurückgeleitet werden.
Plangemäß wurde darauf das Kraftwerk Uppenborn 1 gebaut, das im Dezember 1930 eröffnet wurde. Das alte Kraftwerk war nun ohne Zulauf und wurde stillgelegt. Zur Regulierung der Wasserstände und zur Durchleitung eines kleinen, entlang des Mittlere-Isar-Kanals fließenden Baches wurde unmittelbar vor der Mündung der Isarüberleitung ein Kreuzungsbauwerk errichtet, mit dem dieser gelegentlich heftig anschwellende Bach und bei Bedarf das Wasser der Isarüberleitung oder das Wasser aus dem Mittlere-Isar-Kanal in das Unterwasser des alten Uppenbornwerkes geleitet werden kann.
Der zweite Bauabschnitt verzögerte sich durch die Umstände deutlich länger als vorgesehen. Deshalb wurde das Kraftwerk Uppenborn 2 erst von 1949 bis 1951 etwa 8 km unterhalb des Werkes Uppenborn 1 errichtet.

## Altkraftwerk (stillgelegt)
Das alte Kraftwerk Uppenborn erhielt das Wasser der Isar aus dem noch aktiven Stauwehr und Einlaufbauwerk oberhalb von Moosburg, das über den 2,2 km langen Werkkanal durch die Isarschleife zum Kraftwerk geleitet wurde (48° 29′ 12,5″ N, 11° 58′ 29,6″ O) und anschließend durch den knapp 2 km langen Unterwasser-Kanal in die Isar zurückfloss. Es wurde mit der Eröffnung des Kraftwerkes Uppenborn 1 stillgelegt und diente bis zum Abriss am 28. November 2022 dem Kraftwerksbetrieb als Bauhof und Zimmerei.

## Uppenborn 1

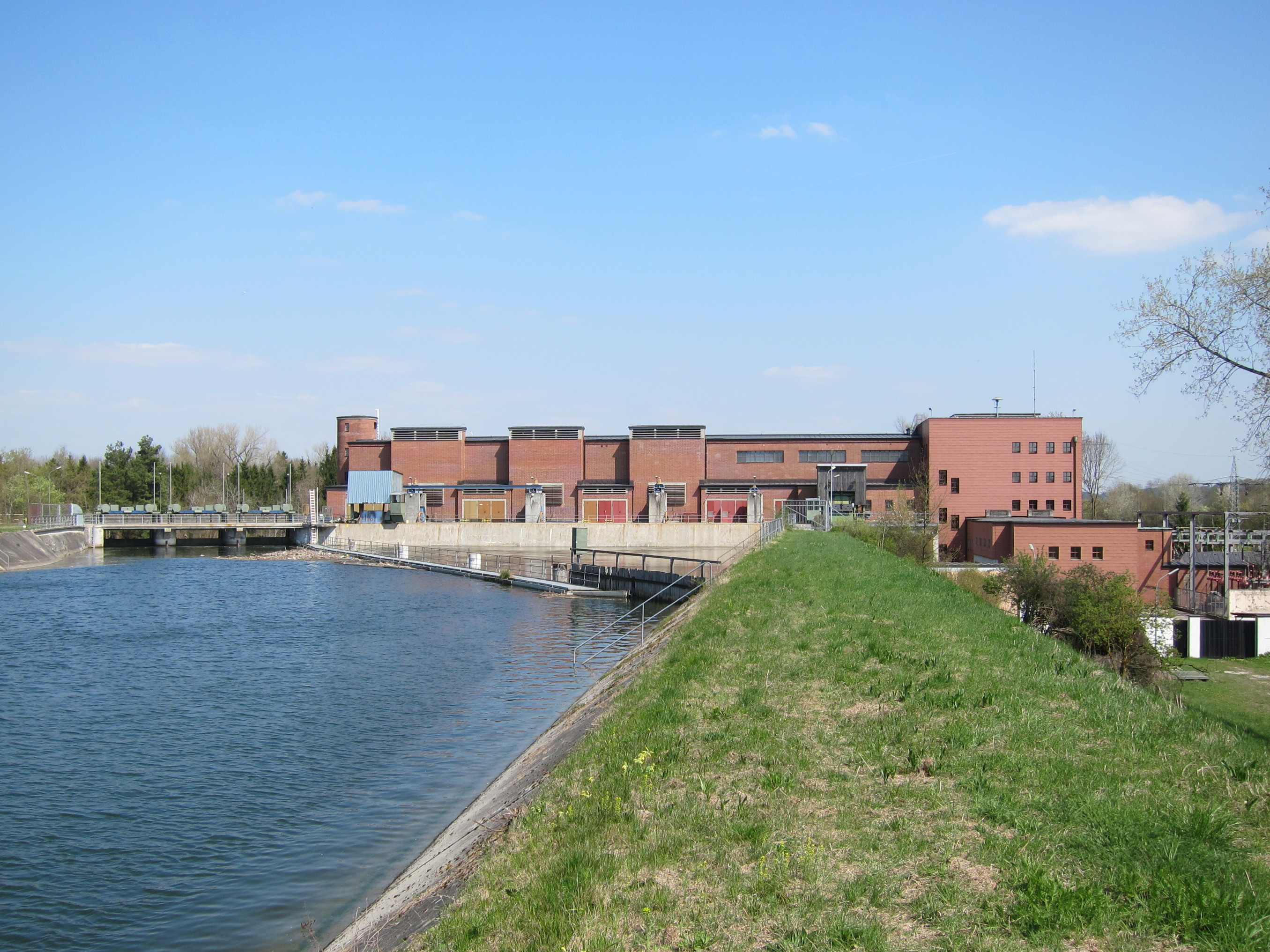
Werk Uppenborn 1

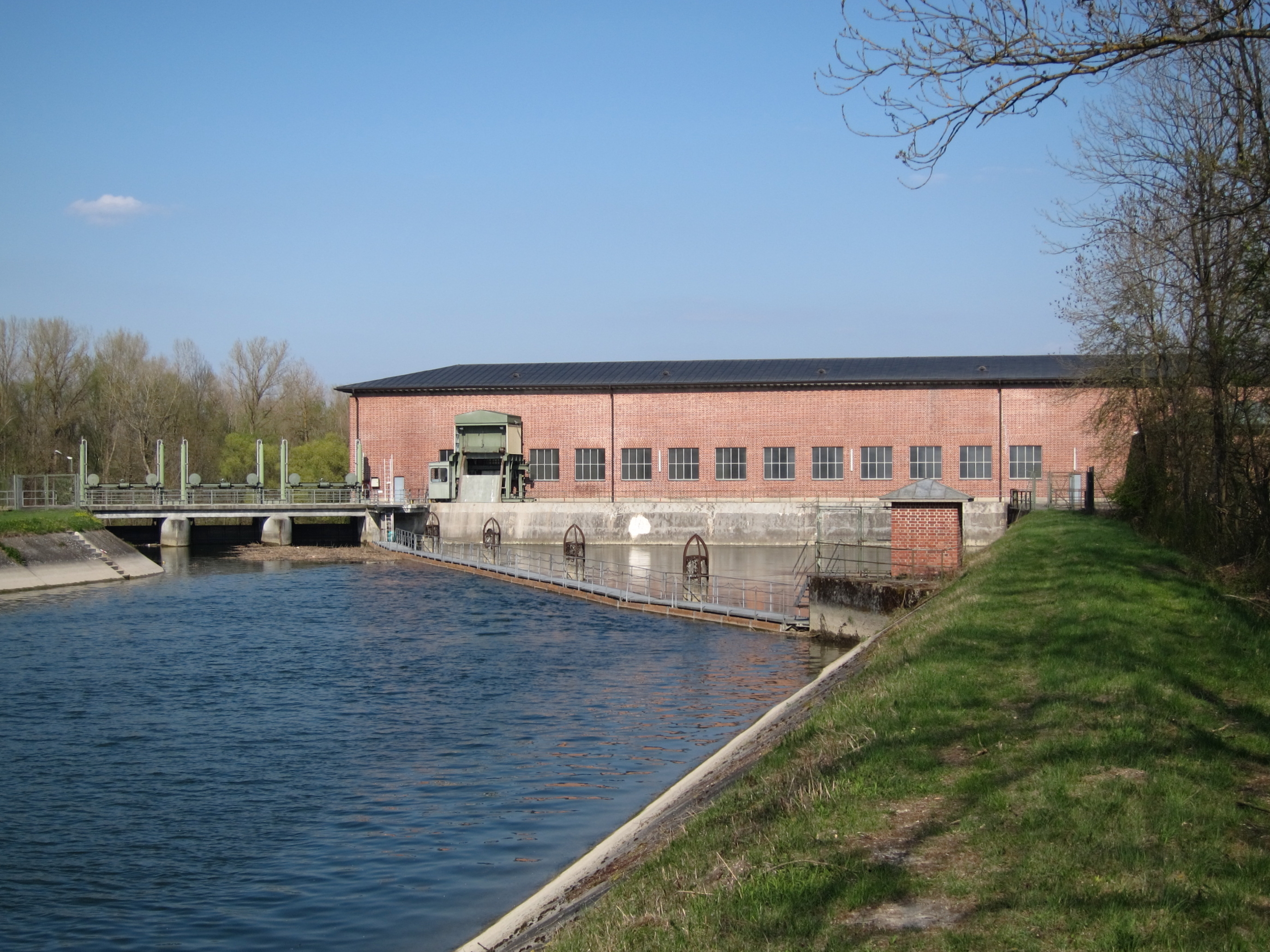
Werk Uppenborn 2

Das Werk Uppenborn 1 liegt rund 800 m unterhalb des Moosburger Speichersees (48° 29′ 35,8″ N, 11° 59′ 52,1″ O). In dem ziegelroten Hauptgebäude des Kraftwerks befinden sich drei Maschinensätze, die jeweils aus einer Kaplan-Turbine mit stehender Welle und dem darüber angeordneten Generator bestehen. Die Turbine und der Generator sind fest miteinander verbunden und drehen sich mit 125 min−1. Jeder Maschinensatz ist 21 m hoch. Das Gefälle beträgt 8,8 m bis 14,5 m. Die Generatoren erreichen zusammen eine maximale Leistung von 26,4 MW. Im Mittel produziert das Kraftwerk im Jahr 87 Mio. kWh (87 GWh). Dies ergibt eine mittlere Leistung von etwa 10 MW. Der von den Generatoren erzeugte Strom mit einer Spannung von 5.000 Volt wird in der Schalt- und Transformatorenanlage umgewandelt in Elektrizität mit einer Spannung von 110 kV, der in das Netz des Verteilnetzbetreibers SWM Infrastruktur eingespeist wird und über Freileitungen nach Moosburg und München fließt. Auf der westlichen Seite des Hauptgebäudes befindet sich der Leerschuss, über den das Wasser bei einem Stillstand des Kraftwerkes an ihm vorbeifließen kann. Die von Hermann Leitenstorfer entworfenen baulichen Anlagen, die Turbinen und die Generatoren sind seit der Inbetriebnahme im Wesentlichen unverändert.

## Uppenborn 2
Das Kraftwerk Uppenborn 2 liegt 8 km unterhalb von Uppenborn 1 bzw. zwei Kilometer unterhalb des vom Hofhamer Sperrwehr gebildeten Ende des Echinger Speichersees (48° 30′ 55,1″ N, 12° 6′ 3,8″ O). Es ist das letzte in der Kraftwerkstreppe des Mittlere-Isar-Kanals und hat ein Gefälle von 7,7 m bis 10,6 m. Es ist ebenfalls mit drei Kaplan-Turbinen mit senkrechter Welle und darüber angeordnetem Generator ausgestattet, die eine Drehzahl von 136,3/min haben und zusammen eine maximale Leistung von 18 MW erreichen. Die mittlere Energieproduktion für ein Jahr beträgt 76 Mio. kWh (76 GWh), was einer mittleren Leistung von 8,6 MW entspricht. Der Netzanschluss erfolgt auf der 110-kV-Hochspannungsebene in das Stromnetz des Verteilnetzbetreibers SWM Infrastruktur. Das Werk Uppenborn 2 hat die Aufgabe, das Wasser des Mittlere-Isar-Kanals wieder gleichmäßig an die Isar zurückzugeben. Deshalb gehört zu jeder Turbine eine sogenannte Leerschussschürze, die sich bei einem Stillstand der Turbine automatisch öffnet und dann die gleiche Wassermenge freigibt, die vorher durch die Turbine floss. Die Gesamtmenge des Wassers, das durch das Kraftwerk strömt, wird mit Hilfe der beiden Speicherseen geregelt. Es fließt etwa einen Kilometer unterhalb des Kraftwerkes wieder in die Isar.
Uppenborn 2 wurde von Anfang an von Uppenborn 1 aus ferngesteuert. In den letzten Jahren wurden Uppenborn 1 und Uppenborn 2 wie alle Kraftwerke der Stadtwerke München umgerüstet auf einen Betrieb ohne Beaufsichtigung, bei dem ein modernes Leitsystem den Betrieb der Anlagen vollautomatisch überwacht und steuert.

## Kanäle und Speicherseen
| Name            | Länge   | maximaler Abfluss |
| --------------- | ------- | ----------------- |
| Amperüberleiter | 2,2 km  | 30 m³/s           |
| Isarüberleiter  | 2,4 km  | 70 m³/s           |
| Werkskanal      | 12,0 km | 240 m³/s          |

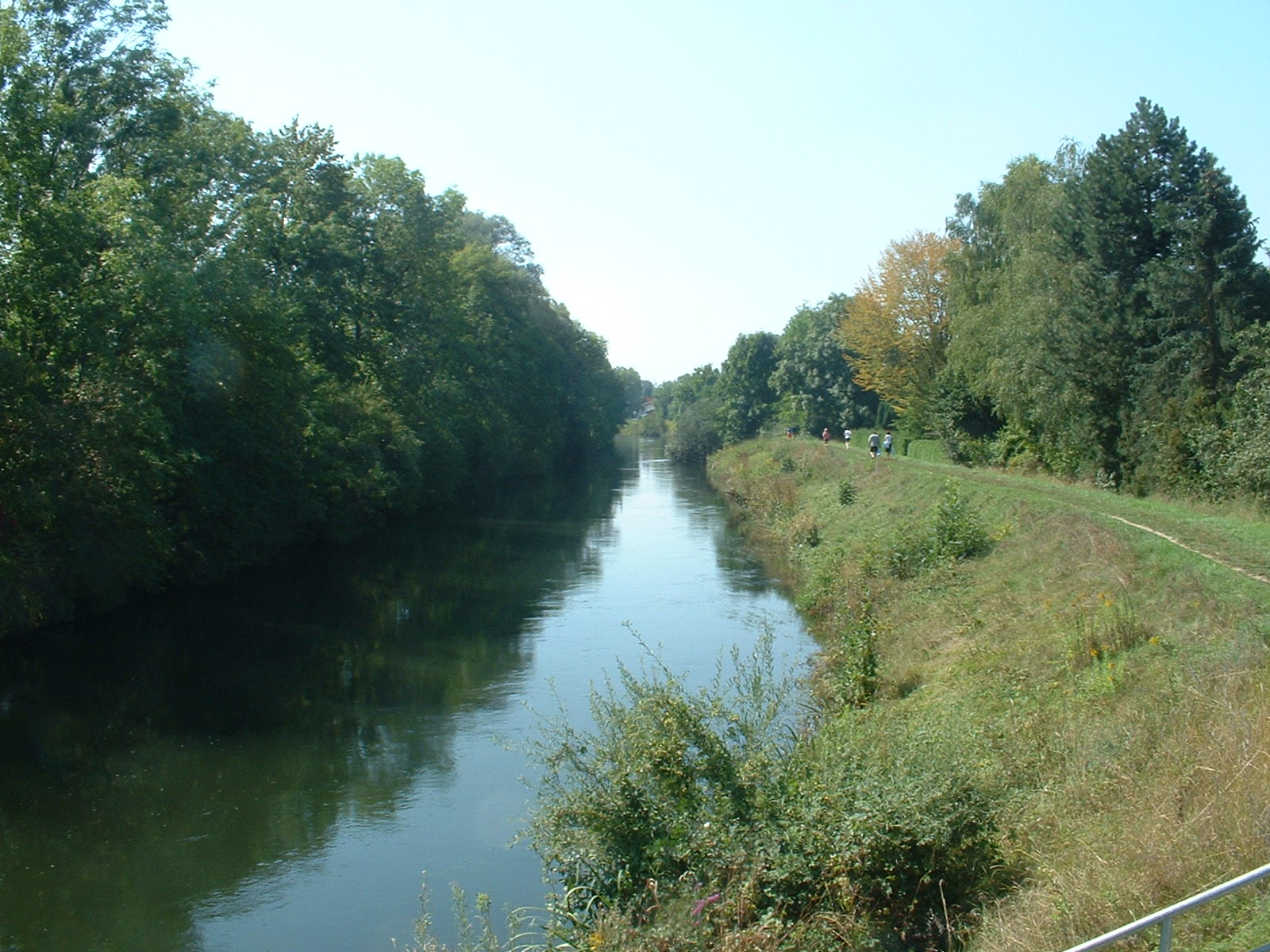
Amperüberleiter bei Moosburg

Werkskanal bezeichnet hier den zu den Uppenbornwerken gehörenden letzten Teil des Mittlere-Isar-Kanals.
| Name                 | Fläche | Volumen      |
| -------------------- | ------ | ------------ |
| Speichersee Moosburg | 140 ha | 3.000.000 m³ |
| Speichersee Eching   | 112 ha | 2.000.000 m³ |